# Mimetismo

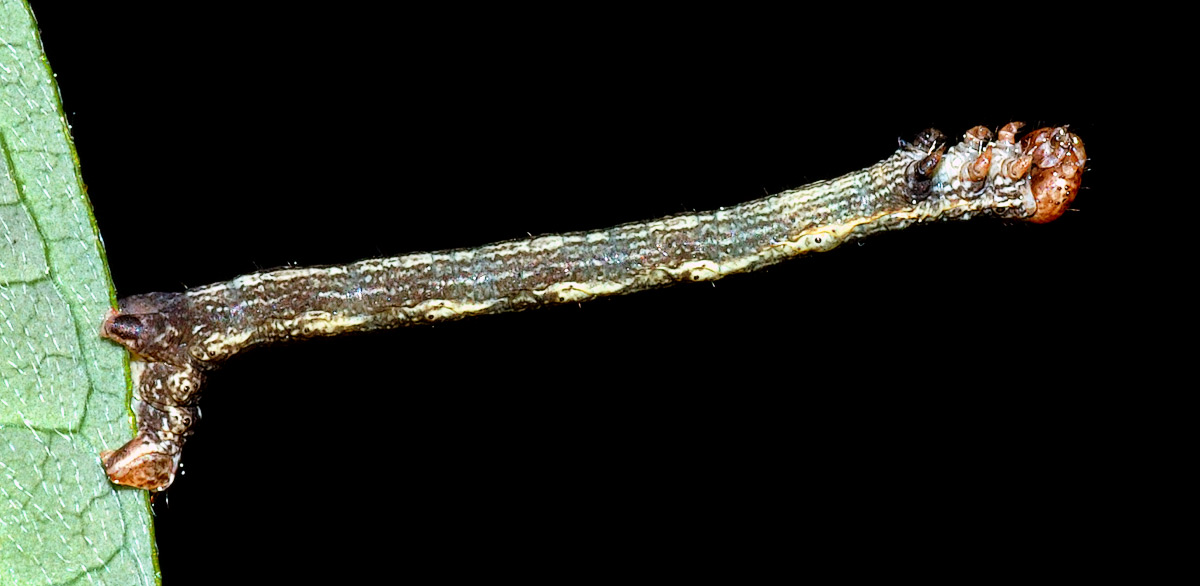
Oruga de geométrido adoptando pose de ramita.

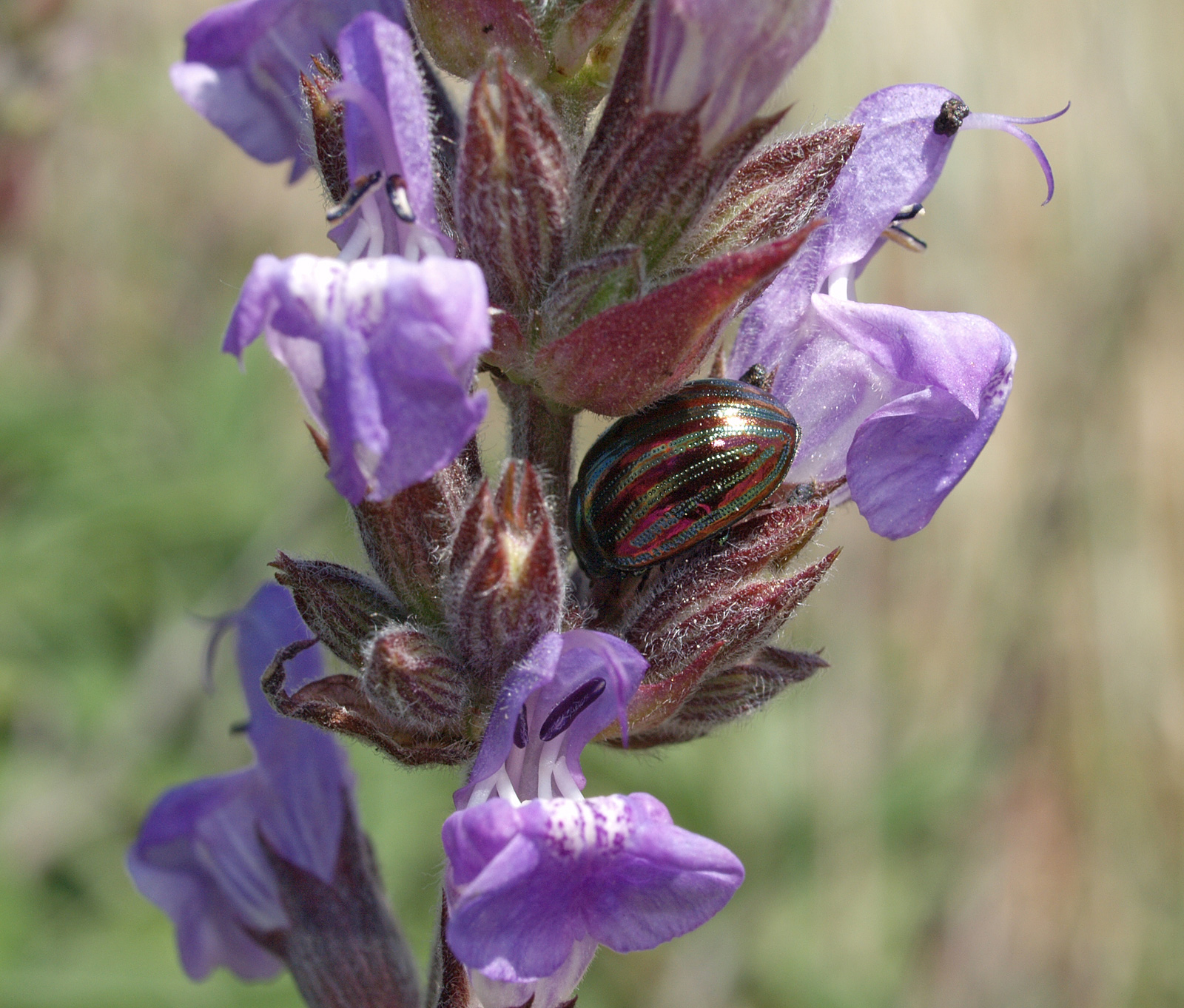
Un ejemplar de Chrysolina se ha colocado donde sus colores le permiten camuflarse.

El mimetismo es una habilidad que ciertos seres vivos poseen para asemejarse a otros organismos (con los que no guarda relación) y a su propio entorno para obtener alguna ventaja funcional.
El objetivo del mimetismo es engañar a los sentidos de los otros animales que conviven en el mismo hábitat, induciendo en ellos una determinada conducta. Los casos más conocidos afectan a la percepción visual, pero también hay ejemplos de mimetismo auditivo, olfativo, eléctrico o táctil o una combinación de estos.
Probablemente el ejemplo más popular es el del camaleón, cuyos colores de la piel cambian según el entorno donde se desplace. Aunque algunos científicos consideran que no es un verdadero mimetismo sino una coloración críptica.

## Mimetismo y cripsis

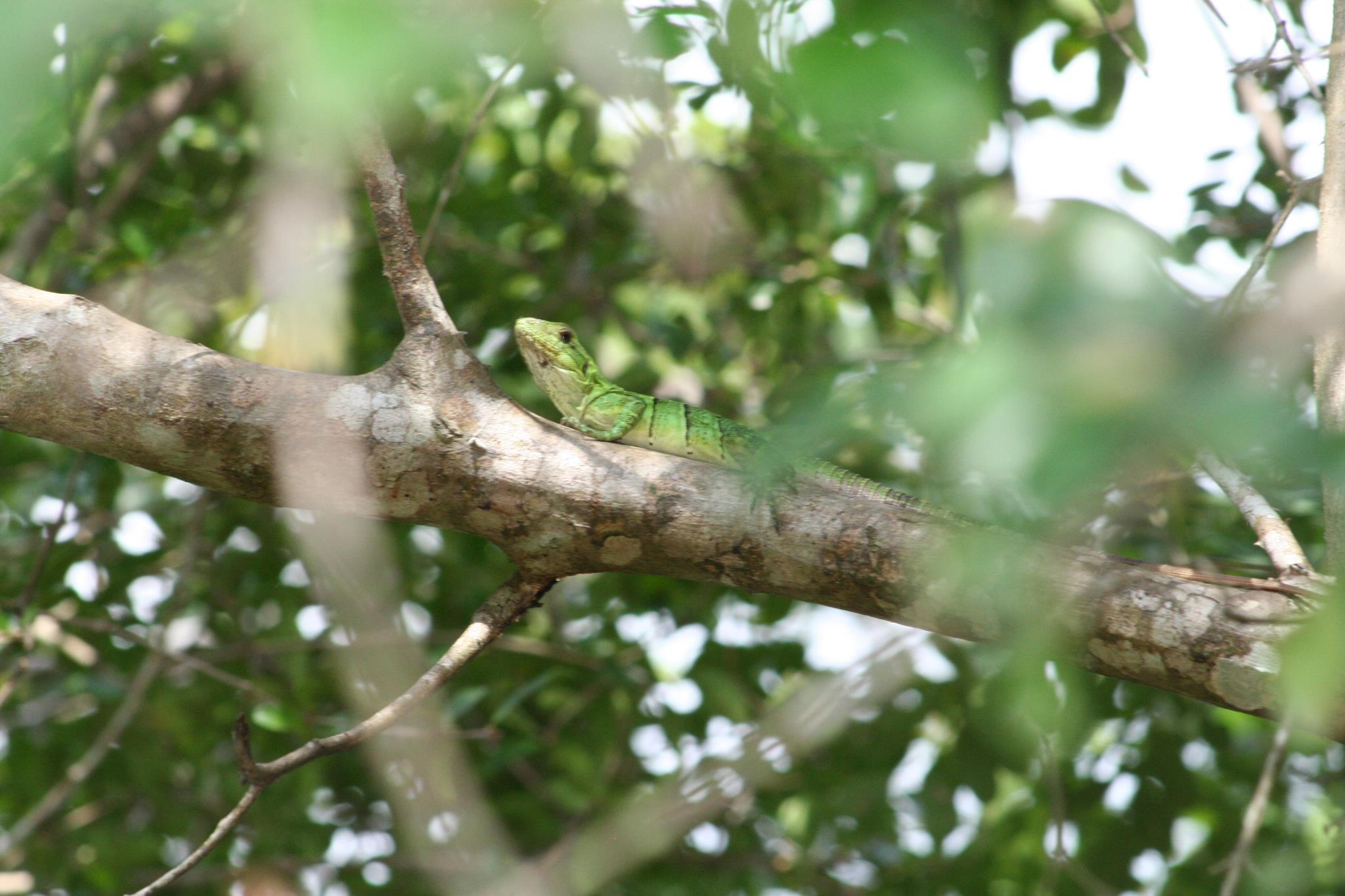
Cripsis entre el reptil y el follaje.

El objetivo del mimetismo puede ser la cripsis (camuflaje) pero, aunque muchos de los mejores ejemplos lo son a la vez de ambos fenómenos, no deben confundirse ambos conceptos. La diferencia radica en que en el mimetismo un ser vivo se asemeja a otros de su entorno y en la cripsis el ser vivo se asemeja al propio entorno donde vive. Ambos sirven para asegurar su supervivencia.
Muchos ortópteros (orden Orthoptera) y algunos fásmidos (orden Phasmatodea) tropicales parecen hojas, lo mismo que algunas mariposas; el aspecto típico de los Phasmatodea (insectos palo) es el de una ramita o paja. Las orugas de las mariposas de la familia geométridos se posan con el cuerpo rígido adoptando el aspecto de una pequeña rama o pecíolo foliar seco.

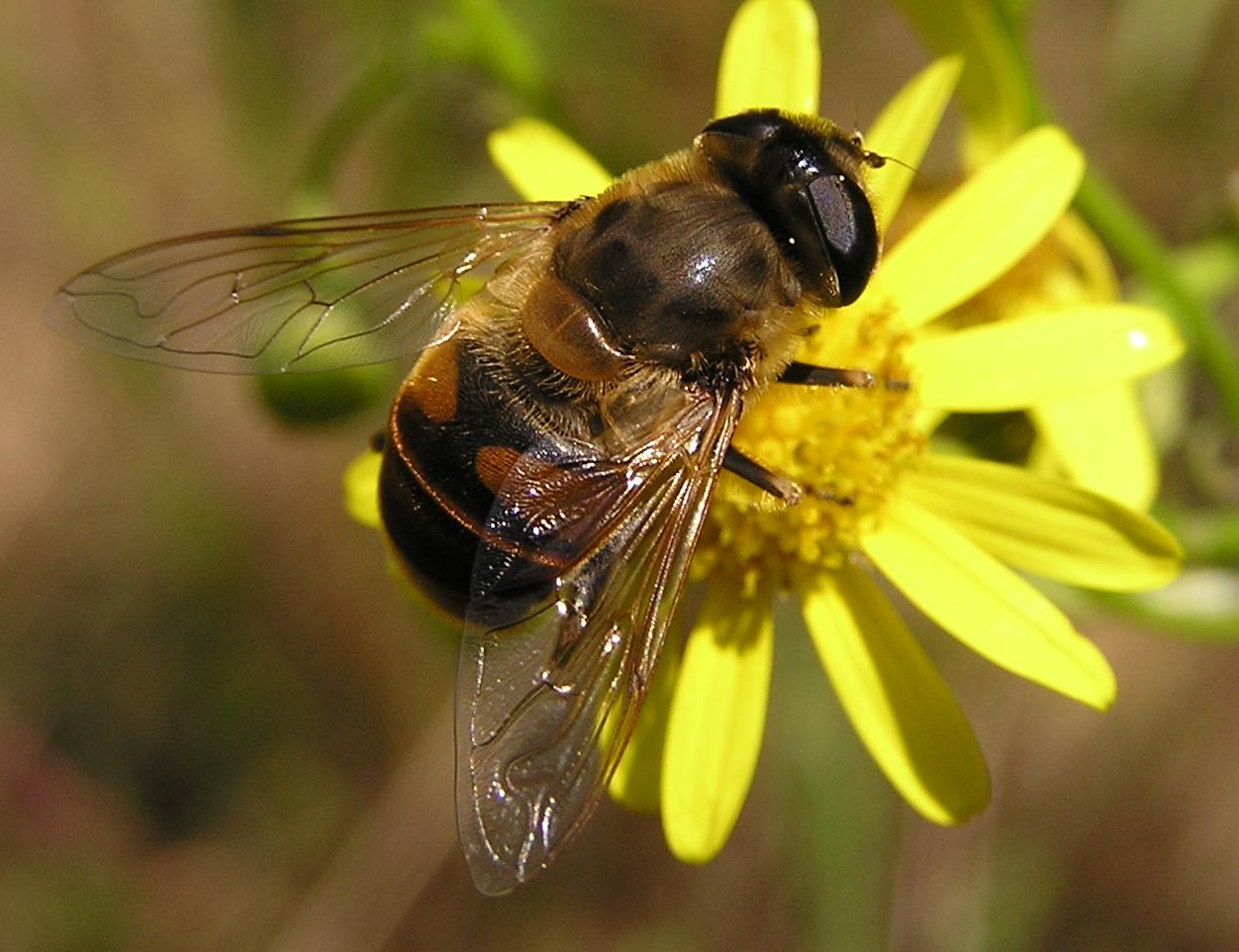
Mosca de las flores (Syrphidae), mimética de la abeja. Ejemplo de mimetismo batesiano.

## Aposematismo
En muchas ocasiones coinciden mimetismo y aposematismo (señales de advertencia). Es el caso de animales inofensivos que adoptan los rasgos de advertencia de otros peligrosos, como algunas orugas que presentan ocelos espectaculares, manchas pares concéntricas que imitan a un par de ojos abiertos y otros.

## Automimetismo
Es una forma de mimetismo en el que la parte del cuerpo de un animal se mimetiza con otra que resulta más vulnerable, para así desviar el ataque de los predadores hacia las partes menos vulnerables del cuerpo, y así pudiendo escapar y sobrevivir. Los ejemplos más claros lo dan ciertas especies de mariposas y peces que presentan manchas en forma de ojos u ocelos en las alas y la cola, respectivamente, que asemejan la cabeza del animal, la parte más vulnerable y donde sus predadores tienden a atacar. Como estas partes son menos vulnerables que la cabeza, el animal puede escapar y sobrevivir.
No obstante, este mimetismo no ha sido muy probado, ya que una cosa es el observador humano, y otra cosa es la vista de ciertos depredadores que pueden percibir la luz ultravioleta. Es por tanto, que otros científicos creen que la verdadera función de los ocelos en las mariposas y peces es la de imitar los ojos de otros animales que resultan más peligrosos tanto para el depredador como para la presa, para así asustar al depredador. En este caso, sería un ejemplo de mimetismo que puede ser del tipo mülleriano o batesiano.
Otro ejemplo claro lo ofrecen ciertas especies de reptiles escamosos, en particular anfisbenios y ciertos lagartos, donde la cola del animal simula ser otra cabeza.

## Mimetismo batesiano
Henry Walter Bates observó que en ocasiones una especie inofensiva se asemejaba a otra peligrosa o repugnante y que con esto conseguía eludir la acción de los depredadores. Se llama mimetismo batesiano a este fenómeno. Es el que observamos, por ejemplo, en el caso de las moscas (de las familias Syrphidae y Bombyliidae) cuyo aspecto emula el de abejas y avispas. En el grupo de los vertebrados existe un grupo de serpientes de coral, muy venenosas, imitadas en la composición de sus colores por una falsa coral totalmente inofensiva.

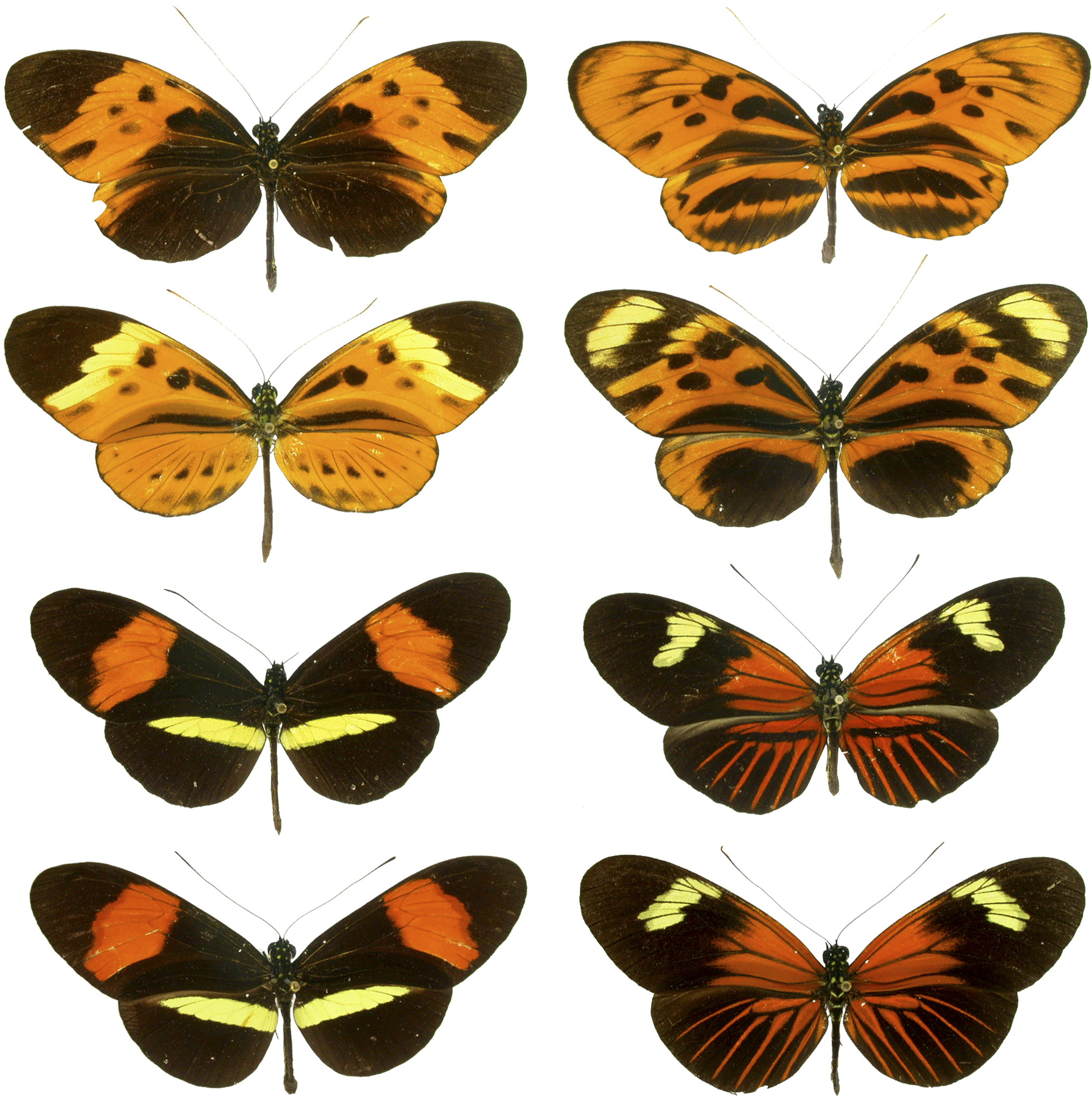
Mariposas Heliconius del trópico del hemisferio occidental, ejemplos clásicos de mimetismo mülleriano. Cuatro morfos de H. numata, dos morfos de H. melpomene y dos morfos de H. erato mímicos.

## Mimetismo mülleriano
En 1879 Fritz Müller hizo notar que los animales miméticos a menudo coinciden en la propiedad que los defiende frente a los depredadores, por ejemplo: el mal sabor. La razón es que de esta manera  “educan” al depredador joven; puesto que este no elude de manera innata a estas presas.
Al ser semejantes, el depredador sólo debe probar una para aprender a rechazarlas a todas. Pero si dos especies, igualmente coloreadas y desagradables, tienen una semejanza entre sí, morirían menos animales de cada una de ellas que si el predador tuviera que aprender a distinguir entre dos coloraciones distintas. Otra diferencia con el mimetismo batesiano es que, al ser todas las especies igualmente desagradables, también son igualmente numerosas.
Se llama círculo mulleriano al conjunto de especies que comparten los mismos signos de reconocimiento. 

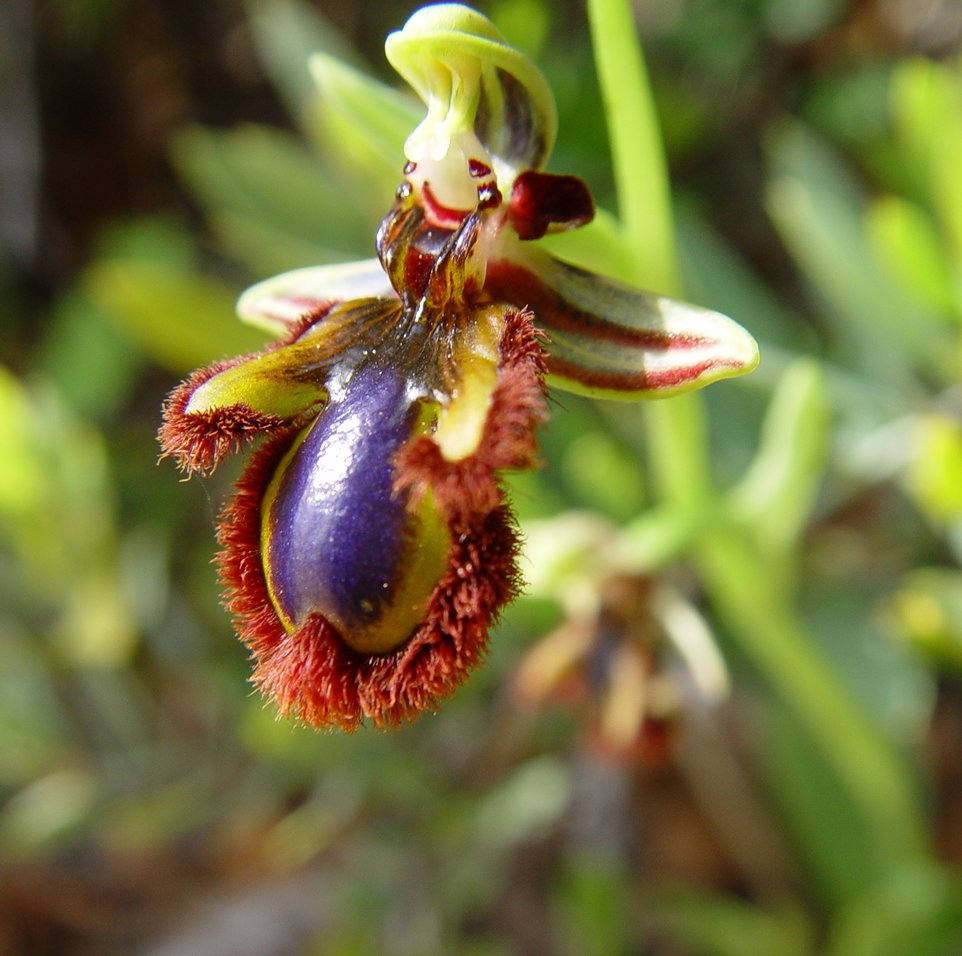
Ophrys speculum es una de las muchas especies mediterráneas de este género que imitan el aspecto de una abeja a los ojos de un macho. La mancha azul evoca el reflejo del cielo sobre las alas paralelas.

## Mimetismo y reproducción
En algunos casos aposematismo y mimetismo se combinan en plantas para atraer a agentes polinizadores, vectores del polen.
Los ejemplos más notables se dan en orquídeas donde el señuelo puede ser visual, olfativo o alguna combinación de ambos. La orquídea engaña al insecto, generalmente un himenóptero macho, adoptando el aspecto de una hembra y, en muchos casos, emitiendo sustancias olorosas que se asemejan a las feromonas en que se basa la aproximación sexual de esos insectos.

## Mimetismo no visual
Siendo los seres humanos, y los primates en general, animales dependientes del sentido de la vista, los casos de mimetismo en otros campos sensoriales nos pasan fácilmente inadvertidos, sin ser por ello menos importantes. Un caso notable de mimetismo auditivo lo ofrece la lechuza terrestre o vizcachera (Athene cunicularia), que anida en cavidades del suelo, donde los pollos responden a la aproximación de potenciales enemigos emitiendo un sonido como el del cascabel de una serpiente.
En cuanto a los sentidos químicos, se conoce el caso de muchas orquídeas (Ophrys) que vierten al aire sustancias miméticas (mimetismo químico) de las feromonas de ciertas avispas o abejas, engañando a los machos, que creen así acercarse a una hembra de su especie.
Hay plantas como Amorphophallus, Rafflesia y Stapelia que producen olor a carne podrida, el cual atrae a moscas de las familias Sarcophagidae, Muscidae y Calliphoridae y algunas especies de escarabajos (Dermestidae y Silphidae) que ordinariamente depositan sus huevos en carne de animales muertos. Las plantas son polinizadas de esta manera.

## Mimetismo agresivo
El mimetismo agresivo ocurre en algunos depredadores y parásitos que comparten su apariencia con una especie inofensiva, engañando a las posibles presas o especies hospederas. Usan distintos tipos de mimetismo, pero en algunos casos imitan a la presa o especie huésped.
Un ejemplo de mimetismo agresivo ocurre en ciertas luciérnagas en que los machos son atraídos a las hembras. Una hembra de una especie de Photuris imita las señales luminosas de las hembras de Photinus y así atrae a los machos de esa especie y los mata para alimentarse de ellos.

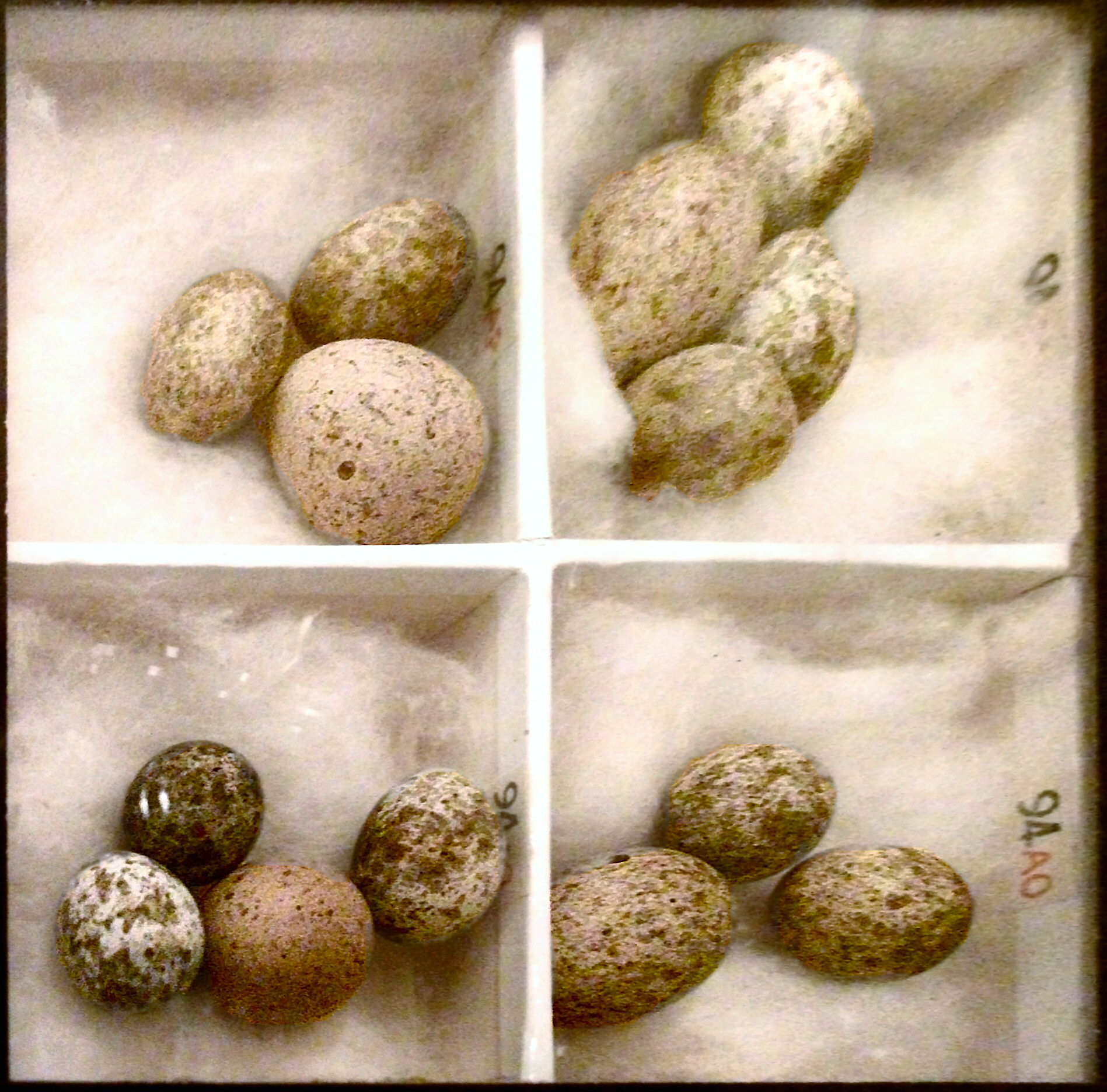
Parasitismo de puesta: los huevos de cucos (los más grandes) imitan los de la especie hospedadora, en este caso carricero común.

Algunos mantis imitan flores para engañar a sus presas que no ven el peligro. Hay muchos ejemplos en la familia Hymenopodidae, como Hymenopus coronatus, la mantis orquídea.
En un caso poco común la larva planidio de algunos escarabajos del género Meloe se agrupan y producen una feromona que imita al atractivo sexual de alguna especie de abeja. Cuando llega el macho y trata de aparearse con la masa de larvas, éstas se montan en su abdomen. De allí son transferidas a una abeja hembra y así pueden llegar al nido y parasitar a las larvas.
El ejemplo típico de parasitismo de puesta es el cuco, en que la hembra deposita sus huevos en los nidos de otras aves para que los críen. Los huevos suelen asemejarse a los de la especie parasitada. Así las hembras de cucos son capaces de producir huevos de diversas apariencias según cual es la especie que usan como huésped.

## Evolución
Se considera que el mimetismo es una adaptación evolutiva positiva. No obstante,  Vladimir Nabokov opinaba que la selección natural puede estabilizar a una forma de mimetismo pero no es necesaria para su creación.
El modelo más comúnmente aceptado para explicar la evolución de mimetismo en mariposas es la hipótesis en dos pasos. El primer paso requiere una mutación de genes epistáticos que regulan un grupo complejo de genes, los que causan grandes cambios en morfología. El segundo paso consiste en la selección de genes con efectos fenotípicos menores que van creando gradualmente mayor similitud. Este modelo cuenta con el apoyo de evidencia empírica que sugiere que unas pocas mutaciones puntuales pueden causar efectos fenotípicos grandes, mientras muchos otros solo producen cambios pequeños. Algunos elementos reguladores colaboran en la formación de un supergen en el desarrollo del diseño de colores de mariposas. Este modelo está apoyado por simulaciones por computadora de genética de poblaciones.
Muchos mimetismos son imperfectos. La selección natural llega al punto suficiente para cumplir su cometido. Por ejemplo cuando los depredadores evitan a un mímico con un parecido imperfecto al de una serpiente de coral, el mímico ya está suficientemente protegido.
La evolución convergente es una explicación alternativa para explicar porqué algunos organismos, como los peces de arrecifes de coral y los invertebrados bentónicos, como esponjas y nudibranquios han llegado a asemejarse entre sí.